# Eta Vodnarja
Eta Vodnarja, latinizirano iz η Vodnarja, (latinsko Eta Aquarii, latinizirano iz η Aquarii) je Bayerjevo poimenovanje za zvezdo v ekvatorialnem ozvezdju Vodnarja. Z navideznim sijem 4,04 je vidna s prostim očesom. Razdalja do te zvezde je, na podlagi paralakse, približno 168 svetlobnih let (52 parsekov). Eta Vodnarja je blizu radianta meteorskega roja, ki je poimenovan po njej.
Eta Vodnarja ima spektralno razvrstitev B9IV-Vn, ki nakazuje, da bo kmalu evolvirala iz zvezde glavnega niza v podorjakinjo, saj bo izgubila vso svoje vodikovo gorivo v svoji skorji. Zvezda se vrti zelo hitro z visoko projicirano rotacijsko hitrostjo 291 km/s. To povzroča ekvatorialno izboklino, kar da zvezdi ovalno obliko s 24 % večjim polmerom na ekvatorju kot na polih. Dopplerjev pojav iz hitrega vrtenja povzroča zamegljenost absorbcijskih črt v zvezdinem spektru, kar je tudi označeno v razvrstitvi s črto 'n' na koncu.

## Poimenovanje
Ta zvezda skupaj z γ Aqr (Sadachbia), π Aqr (Seat) in ζ Aqr (Sadaltager / Achr al Achbiya) v arabskem svetu tvori al Aḣbiyah (الأخبية), Šotor.
Na Kitajskem se 墳墓 (Fén Mù), ki pomeni Grobnica, nanaša na asterizem, ki ga sestavljajo η Vodnarja, γ Vodnarja, ζ Vodnarja,  π Vodnarja. Sočasno je kitajsko ime za η Vodnarja tudi 墳墓三 (Fén Mù sān, slovensko Tretja zvezda Grobnice.)